# Lønholt
Lønholt er en mindre landsby i Nordsjælland med ca. 200 indbyggere (2020), beliggende i Grønholt Sogn lige syd for Fredensborg og vest Helsingørmotorvejen. Byen ligger i Fredensborg Kommune og hører til Region Hovedstaden.
Lønholt er beliggende ved Kongevejen, som i nord går fra Fredensborg til Kokkedal.

## Historie
Lønholt dukker første gang op i de skriftlige kilder i midten af 1300-tallet, hvor landsbyens gårde dels er ejet af adelsslægter og dels af et præbende under Roskilde Bispestol - et ejendomsforhold som fortsætter i resten af middelalderen.

## Veje i Lønholt

### Kongevejen
Fra Nivå Å i syd til Grønholt Å i nord skærer Fredensborg Kongevej sig som en laserstråle gennem Lønholt. Vejstrækningen på lidt over 2 km trafikeres dagligt af biler i hundredtal. Kongevejen er en ung vej. Knap 300 år. Den er anlagt som en konsekvens af, at et nybygget slot blev taget i brug i 1722 og fik navnet Fredensborg Slot. Hoffet ønskede, at det skulle være bekvemt og hurtigt at komme fra slottet i Hirschholm til residensen tæt ved Esrum Sø.
Kongevejen skulle være let fremkommelig. Derfor var det kun en udvalgt elite, der måtte færdes på den i de første mange, mange år. Vejen var afskærmet med led og bomme. Nogle steder var ansat opsynsmænd, andre steder har bommene været forsynet med lås. Bl.a. ved Kongevejstilkørselen i Hesselrød fandtes bom helt frem til 1854.
Bygningen af Kongevejen har været uhyre arbejdskrævende. Den blev anlagt omtrent 3 gange så bred som de hidtil benyttede veje. Over åløbene skulle bygges stensatte broer. Der skulle ryddes kratvækst og store træer, graves af bakketoppe og hældes fyld i mange lavninger. For eksempel blev der lige syd for Lønholt Brugs bygget en 40 m lang og 2 m høj dæmning over et sumpet engområde. Og der skulle tilkøres store mængder af vejfyld: grus, sten og sand. Nogle bønder under Hørsholm Amt har klaget over, at de skulle helt til Rungsted for at hente sand.
Indtil 1793 var der ingen diskussion om, hvem der skulle bygge og vedligeholde vejnettet. Den pligt påhvilede landsbyernes bønder som en art hoveri. Det var bøndernes heste, vogne og karle som skulle gøre arbejdet. Bønderne på Lønholts mange gårde har utvivlsomt været meget misfornøjede med, at deres mandskab skulle bruge så mange kræfter på vejbyggeri i stedet for på markarbejde. Om de har gjort oprør, ved vi ikke. Men det er kendt, at bønderne i Karlebo sogn klagede til kongen over arbejdets store omfang. Da deres klage blev pure afvist, holdt de i september 1780 et møde, hvor de vedtog at gå i strejke. Strejken blev kortvarig. 3 såkaldte ”hovedmænd” blev straks arresteret og sendt til tvangsarbejde på Kronborg. Ved lodtrækning blev en bonde fra hver landsby i sognet tiltalt for ”fornærmelse mod majestæten” og sendt samme vej. Meget snart kunne Kongevejsbyggeriet fortsætte.

### Bondevejen
Men Lønholt er meget ældre end Kongevejen. Traps ”Danmark” oplyser, at bynavnet Lønholtæ findes i en skriftlig kilde, som går helt tilbage til år 1348. Og længe før den retlinede Kongevej eksisterede, var der trafik gennem Lønholt. Trafik på tværs, og trafik på langs. Fra de ældste tider har ryttere og kuske i hestetrukne vogne søgt nordpå fra Hesselrød gennem Lønholt og videre mod Ebbekøb og Asminderød ved at følge sporene i en gammel landevej, som nu er næsten helt forsvundet. Bøndernes gamle vej har ligget vest for Kongevejen – i grove træk sikkert parallelt med den. Men den har været bugtet og bakket, idet den har tilpasset sig det naturgivne terræn med dets bakker og dale, de krydsende vandløb og våde mosestrøg. Men – heldigvis – er der lidt af Bondevejen tilbage. En lille bid af den gamle vej er farbar og i brug den dag i dag på en strækning af cirka 100 meter. Vejen er nu privat og bestyres og vedligeholdes af et vejlaug. Den har navnet HØJE LØNHOLT og løber fra Grønholtvej øst om gadekæret nordpå til vejsvinget ved adresse Høje Lønholt 6.

### Kroer ved vejene
Det er usikkert, hvordan vejforløbet videre nordpå har været. Vor teori er, at bondevejen er fortsat gennem gårdspladsen på nuværende Høje Lønholt 8, uden om Vågemosen og videre mod en ukendt bro eller et vadested over Grønholt å og derfra mod Ebbekøb og Asminderød. Beboere i Lønholt har fortalt, at der i meget gammel tid har været landevejskro på den matrikel, der nu huser Høje Lønholt 6. Og husets nuværende ejer, Bent Sørensen, har oplyst, at ejendommen i ældre tid hed KRODAMSHUSET. Den dag i dag har vejen på dette sted et knæk eller en lille udposning. Noget kunne tyde på, at der på dette sted har været plads til et par tøjrede heste og et køretøj eller to.

## Skoler
Byens lokale børn bliver henvist til skolerne i Fredensborg

## Butikker
Indtil slut 90'erne havde byen en Brugsforening på hjørnet til Kongevejen. Den dag i dag besidder bygningen restauranten Den Grønne Kylling

## Transport

### Bus
Transport til og fra byen består hovedsageligt af bussen 365R som kører fra Fredensborg Station til Kokkedal Station og bussen 374 fra Fredensborg Station til Fredensborg Station

### Tog
De tre nærmeste stationer er:
4,5 km Grønholt Station (Lille Nord)
4,5 km Fredensborg Station (Lille Nord)
8 km Kokkedal Station (Kystbanen)

### Fly
3 km væk fra byen ligger Grønholt Flyveplads